# Klemen Medja
Klemen Medja, slovenski inženir strojništva, častnik in gornik/alpinist, * 19. september 1967, Radovljica.
Klemen Medja je poveljnik združenega operativnega centra (ZOC)

## Življenjepis
Na Jesenicah je končal osnovno šolo in naravoslovno-matematično gimnazijo. Študiral je na Fakulteti za strojništvo v Ljubljani, kjer je 1. februarja 1993 diplomiral in 23. aprila 1996 tudi magistriral. Do 1. januarja 1996 je bil zaposlen na alma mater, nato pa se je 2. januarja 1996 zaposlil v Slovenski vojski kot načelnik Gorske šole SV. Med 6. februarjem 2003 in 16. decembrom 2005 je bil poveljnik 132. gorskega bataljona. 
16. decembra 2005 je postal načelnik sektorja J1 GŠSV ter kasneje načelnik sektorja J3 GŠSV  . Pozneje je bil še (od 22. oktobra 2009) namestnik poveljnika Večnacionalnih sil na Kosovu in poveljnik SVNKON 20 KFOR. Od aprila 2010 do maja 2011 je bil načelnik štaba Poveljstva sil SV.
Opravil je Šolo za častnike (2. izredna generacija), višji štabni tečaj (5. generacija) ter šolanje na National Defense University v ZDA, kjer je pridobil naziv magister znanosti strategije nacionalnih virov. Prav tako je pridobil več vojaško-strokovnih nazivov: vojaški gornik, vojaški alpinist, vojaški gorski reševalec, vojaški gorski vodnik in vojaški smučarski učitelj. Poleg tega je v okviru Planinske zveze Slovenije še vodnik, inštruktor planinske  vzgoje, alpinist in gorski reševalec.

## Odlikovanja in priznanja
- bronasti znak usposobljenosti - vojaški gornik (1. junij 2001)
- srebrni znak usposobljenosti - vojaški alpinist (1. junij 2001)